# ジロ・デ・イタリア 1972
ジロ・デ・イタリア 1972(Giro d'Italia 1972) は、自転車による競走である「ジロ・デ・イタリア」の55回目のレースである。1972年5月21日から6月11日まで、全20ステージで行われた。

## 結果
エディ・メルクスが2年ぶりに総合優勝。そしてこの年のツール・ド・フランスも優勝し、2度目のダブルツール達成した。

### 総合成績
|    | 選手名                         | 国籍         | 時間            |
| -- | ------------------------------ | ------------ | --------------- |
| 1  | エディ・メルクス               | ベルギー     | 103時間04分04秒 |
| 2  | ホセ・マヌエル・フエンテ       | スペイン     | + 5' 30s        |
| 3  | フランシスコ・ガルドス・ガウナ | スペイン     | + 10' 39s       |
| 4  | ビセンテ・ロペスカリル         | スペイン     | + 11' 17s       |
| 5  | ウラディミーロ・パニッツァ     | イタリア     | + 13' 00s       |
| 6  | イェスタ・ペーテルソン         | スウェーデン | + 13' 09s       |
| 7  | ロジェ・デフラミンク           | ベルギー     | + 13' 52s       |
| 8  | フェリーチェ・ジモンディ       | イタリア     | + 14' 05s       |
| 9  | ミゲル・マリア・ラサ・ウルキア | スペイン     | +14' 19s        |
| 10 | サンティアゴ・ラスカノ・ラバカ | スペイン     | + 17' 42s       |

### マリア・ローザ 保持者
| 選手名                   | 国籍     | 首位区間 |
| ------------------------ | -------- | -------- |
| マリノ・バッソ           | イタリア | 第1-第2  |
| ウーゴ・コロンボ         | イタリア | 第3      |
| ホセ・マヌエル・フエンテ | スペイン | 第4-第6  |
| エディ・メルクス         | ベルギー | 第7-最終 |

### その他の受賞者
- ポイント賞: ロジェ・デヴラミンク  ベルギー
- 山岳賞: ホセ・マヌエル・フエンテ  スペイン